# Wildalmrotkopf
De Wildalmrotkopf is een berg in de deelstaat Salzburg, Oostenrijk. De berg heeft een hoogte van 2517 meter.
De Wildalmrotkopf is onderdeel van het Steinernes Meer, dat weer deel uitmaakt van de Berchtesgadener Alpen.